# Avro 531 Spider
L'Avro 531 Spider est un avion de chasse monoplace de la Première Guerre mondiale.

## Un chasseur original
Dessiné par Roy Chadwick et financé entièrement à risque privé, cet appareil utilisait de nombreuses pièces de l’Avro 504. La structure était en bois entoilée et le gouvernail de direction similaire à celui des Avro 504K mais la voilure, sesquiplane, avait un entreplan traité en poutre Warren : tenu par des mâts en tubes d’acier triangulés, sans raidissement par câble. Le plan supérieur affleurait le sommet du fuselage. Le premier prototype prit l'air en avril 1918 avec un Le Rhône 9J rotatif de 110 ch. Très maniable, cet avion affichait des performances intéressantes mais arriva trop tard, le Sopwith Camel étant déjà en cours de production, même après à voir été remotorisé avec un Clerget 9B (en) de 130 ch. 

## Un dérivé, l'Avro 538
Le second prototype semble n’avoir jamais été achevé comme Avro 531, mais comme monoplace de course avec une voilure à haubanage d’entreplan classique. Les essais révélant une faiblesse de structure dans la voilure, cet appareil ne fut donc pas utilisé comme avion de course, mais comme avion de liaison entre les usines Avro [K-132 puis G-EACR] et finalement radié en septembre 1920. 